# Massoteres
Massoteres ist eine katalanische Gemeinde in der Provinz Lleida im Nordosten Spaniens. Sie liegt in der Comarca Segarra.